# Américo Amorim
Américo Ferreira Amorim (21. července 1934 Santa Maria da Feira – 13. července 2017 Vila Nova de Gaia) byl portugalský podnikatel, známý jako „král korku“.
Byl vnukem Antónia Amorima, který v roce 1870 založil ve městě Vila Nova de Gaia podnik na zpracování korku. Américo se narodil jako pátý z osmi sourozenců. Absolvoval obchodní školu v Portu a v devatenácti letech nastoupil do rodinného podniku. Budoval nové výrobní provozy a orientoval se na export, díky němu se firma Corticeira Amorim stala největším světovým producentem korku. Rozšířil také sortiment a začal z korku kromě vinných zátek vyrábět nábytek a izolační materiály.
Provedl diverzifikaci obchodních aktivit, byl spolumajitelem angolského peněžního ústavu Banco BIC Português a cementárny Nova Cimangola. Odkoupil také osmnáctiprocentní podíl ve společnosti Galp Energia. V roce 2011 odhadl časopis Forbes Amorimovo jmění na 5,1 miliardy dolarů, označil ho za nejbohatšího člověka v Portugalsku a jednoho z dvou set nejbohatších na světě. V roce 2006 byl Américo Amorim vyznamenán Řádem prince Jindřicha. Stal se také honorárním konzulem Maďarska v Portugalsku.
S manželkou Marií Fernandou měl tři dcery, nejstarší Paula ho vystřídala v čele firmy. 